# هويزنشتام
هويزن اشتام (بالألمانية: Heusenstamm) هي بلدة، Gemarkung، مدينة و بلدة ألمانية تقع في ألمانيا في Offenbach.  يقدر عدد سكانها بـ 18,344 نسمة .

## المدن التوأمة
مدن لاديسبولي و Malle هي مدن توأمة لـهويزن اشتام.